# Compsoneura schultesiana
Compsoneura schultesiana är en tvåhjärtbladig växtart som beskrevs av William Antônio Rodrigues. Compsoneura schultesiana ingår i släktet Compsoneura, och familjen Myristicaceae. Inga underarter finns listade i Catalogue of Life.